# Vicaria
Vicaria ist der 8. von den 30 Stadtteilen (Quartieri) der süditalienischen Hafenstadt Neapel. Er liegt direkt östlich des Historischen Zentrums (Centro Storico) und gehört sozioökonomisch gesehen zum ärmeren Zentrum Neapels.

## Geographie und Demographie
Vicaria grenzt es an die benachbarten Stadtteile San Carlo all’Arena, Poggioreale, Zona Industriale und San Lorenzo.
Vicaria ist 0,72 Quadratkilometer groß und hatte im Jahr 2009 16.369 Einwohner.

## Nennenswerte Orte und Gebäude
Vicaria ist ein relativ kleiner Stadtteil und fast vollständig mit Wohnbauten bedeckt. Erwähnenswert sind der zentrale Platz Piazza Nazionale und das Stadion Stadio Militare dell’Arenaccia (oder: Velodromo Albricci, eröffnet im Jahr 1923), in welchem von 1926 bis 1930 der SSC Neapel gespielt hat, das heute aber dem Militär gehört.